# Tim Ferry
Tim Ferry (West Palm Beach, Florida, 18 maart 1975) is een Amerikaans voormalig motorcrosser.

## Carrière
Ferry begon zijn carrière in het amateurcircuit in de jaren 80 en 90, met Kawasaki. Hij werd professioneel motorcrosser in 1992 en werd kampioen in de 125cc East Coast supercross met Suzuki in 1997. In 1998 maakte hij de overstap naar de 250cc en begon te rijden voor Yamaha. In 2002 wist hij als tweede te eindigen in het Outdoor National kampioenschap. Het seizoen 2003 presteerde Ferry zeer regelmatig en werd hij voor de eerste keer geselecteerd voor de Motorcross der Naties. Het seizoen 2004 viel volledig in het water door blessures, en mede hierdoor had hij het ook gans 2005 moeilijk. In 2006 was het iets beter met Honda, maar Ferry geraakte niet verder dan de top tien. Vanaf 2007 keerde Ferry terug bij Kawasaki. Hij was steeds in de top vijf terug te vinden en won eind dat jaar voor het eerst de Motorcross der Naties. Ook in 2008 wist hij de landenwedstrijd te winnen.
Daarna besloot hij te stoppen met het actieve motorcross op vierendertigjarige leeftijd.

## Palmares
- 1997: AMA SX Lites East Coast kampioen
- 2007: Winnaar Motorcross der Naties
- 2008: Winnaar Motorcross der Naties